# Eresia emerantia
Eresia emerantia är en fjärilsart som beskrevs av William Chapman Hewitson 1857. Eresia emerantia ingår i släktet Eresia och familjen praktfjärilar. Inga underarter finns listade i Catalogue of Life.

## Bildgalleri

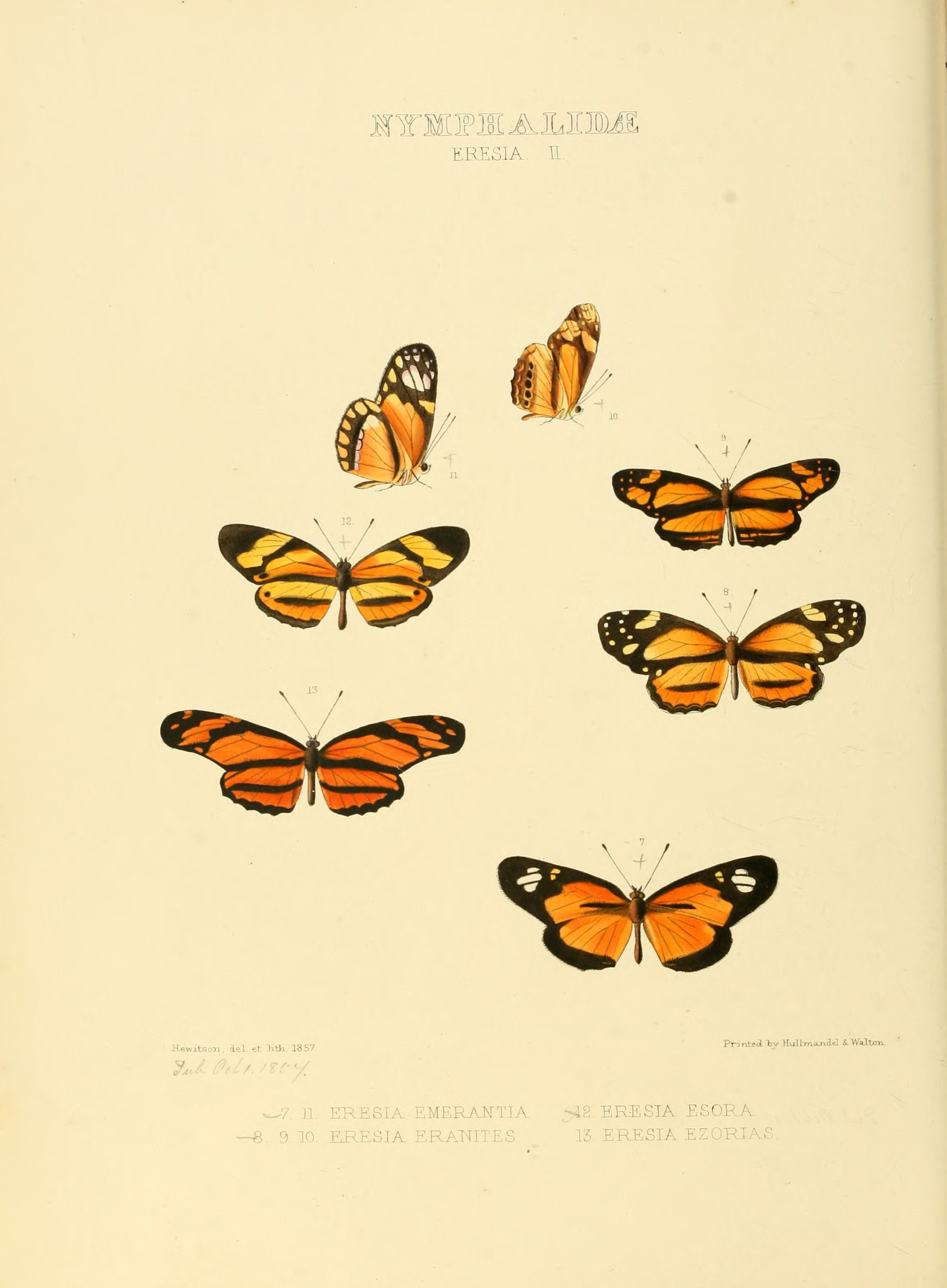
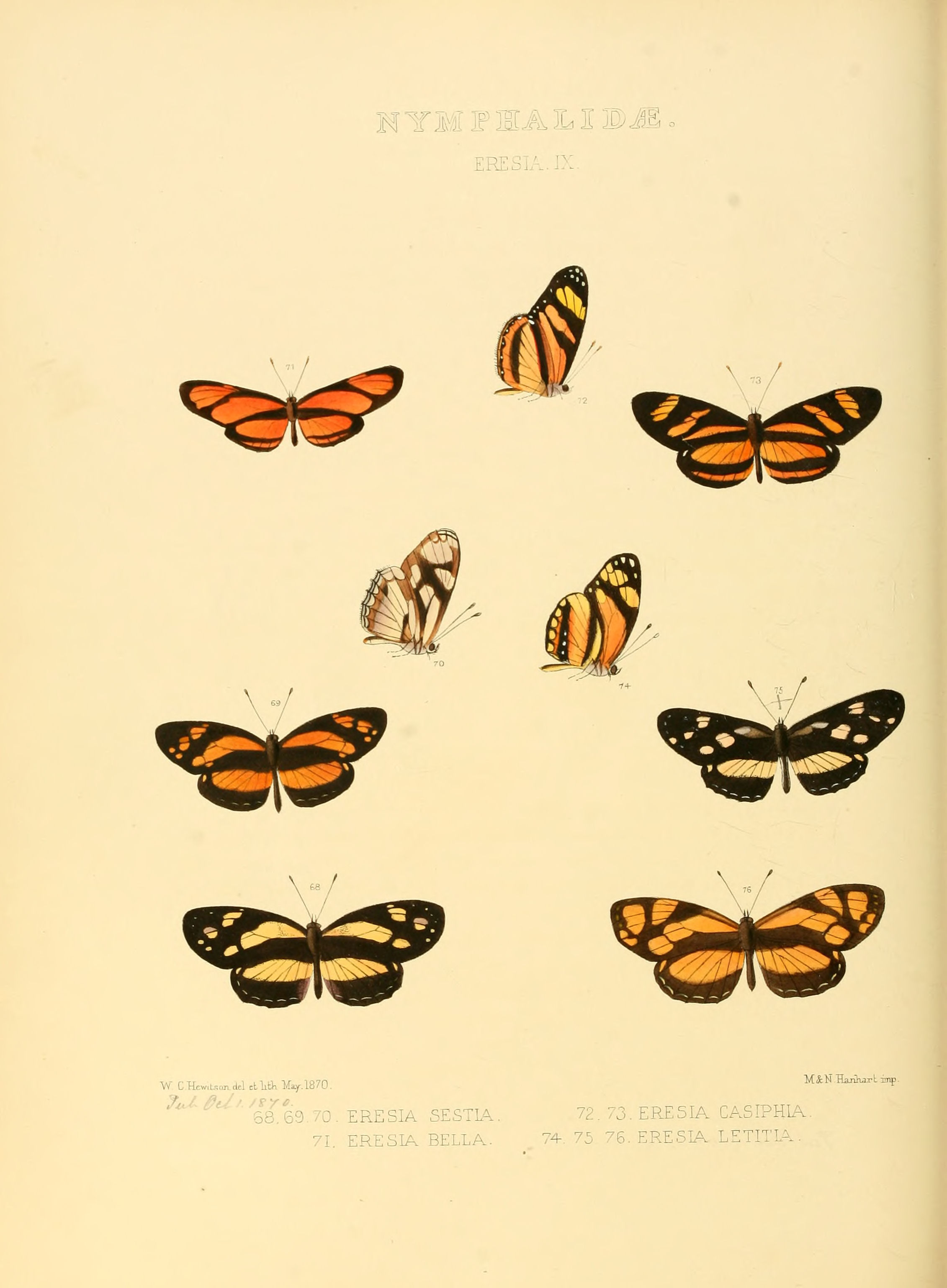